# شعور بالاتجاه
الإحساس بالاتجاه هو القدرة على معرفة موقع المرء وإجراء عملية اكتشاف الطريق. وهو مرتبط بالخرائط المعرفية والوعي المكاني والإدراك المكاني.  يمكن أن يتأثر إحساس الدماغ بأضرار الدماغ ، كما هو الحال في حالة الارتباك الطوبوغرافي.
يخلق البشر خرائط مكانية كلما ذهبوا إلى مكان ما. تسمى الخلايا العصبية الخلايا الموجودة داخل حُصين الحصين بشكل فردي بينما يشق الشخص طريقه من خلال بيئة. تم اكتشاف هذا لأول مرة في الفئران، عندما تم تسجيل الخلايا العصبية في قرن آمون. أطلقت عصبونات معينة كلما كان الفأر في منطقة معينة من بيئته. هذه الخلايا العصبية تشكل شبكة عندما يتم وضعها معا على نفس المستوى. نحصل على إحساسنا بالاتجاه عندما نقوم بتطابق الخرائط المكانية التي قمنا بتخزينها في قرن آمون، إلى نمط إطلاق العصبونات عندما نحاول إيجاد طريق عودتنا أو محاولة العثور على سيارتنا في موقف السيارات.

## سانتا باربرا تحسس مقياس الاتجاه
يمكن قياس إحساس الاتجاه بقياس اتجاه سانتا باربرا، وهو اختبار نفسي معتمد ذاتيًا تم تصميمه في عام 2002.  تم استخدام هذا المقياس لدراسة الإحساس بالاتجاه في العديد من السياقات، مثل القيادة. 